# كارلوس سيلفا (عداء سريع)
كارلوس سيلفا (بالإسبانية: Carlos Silva)‏ هو عداء سريع تشيلي، ولد في 16 أغسطس 1926.

## وصلات خارجية
- كارلوس سيلفا على موقع أوليمبيديا (الإنجليزية)